# Melierax
Melierax – rodzaj ptaków z rodziny jastrzębiowatych (Accipitridae).

## Zasięg występowania
Rodzaj obejmuje gatunki występujące w Afryce oraz na Półwyspie Arabskim.

## Morfologia
Długość ciała 42–60 cm, rozpiętość skrzydeł 86–123 cm; masa ciała samic 650–1300 g, samców 478–750 g.

## Systematyka

### Etymologia
Melierax (Meliecrax, Melijerax): gr. μελος melos „śpiew”; ἱεραξ hierax, ἱερακος hierakos „jastrząb”.

### Podział systematyczny
Do rodzaju należą następujące gatunki:
- Melierax metabates von Heuglin, 1861 – jastrzębiak ciemny
- Melierax canorus (Thunberg, 1799) – jastrzębiak jasny
- Melierax poliopterus Cabanis, 1868 – jastrzębiak popielaty